# Orgeln von St. Lorenz (Nürnberg)
Die drei Orgeln von St. Lorenz in Nürnberg bilden eine Orgelanlage, die zu den größten Orgeln der Welt gehört. Sie besteht aus der Hauptorgel (auf der Hauptempore unter der Rosette), der Laurentiusorgel (die Schwalbennestorgel im Langschiff) und der Stephanusorgel (Chororgel im oberen Hallenchorumgang). Mit 157 Registern und insgesamt über 12.000 Pfeifen beherbergt die Lorenzkirche damit die zweitgrößte Orgelanlage in Deutschland nach der Domorgel in Passau und die größte Orgelanlage einer evangelischen Kirche in Deutschland. Alle drei Orgeln lassen sich über zwei fünfmanualige elektronische Zentralspieltische hinter dem Altar und auf der Westempore spielen. Die Laurentiusorgel sowie die Stephanusorgel verfügen über separate, mechanische Spieltische.
Ein Grund für die Größe der Orgelanlage ist der poröse, stark schallabsorbierende Sandstein, aus dem die Kirche besteht.

## Geschichte
Orgeln gab es in St. Lorenz bereits vor Vollendung des Hallenchores im Jahre 1477. Zu dieser Zeit gab es nachweislich zwei Orgeln. Beide reichten aber nicht aus, um den Kirchenraum mit dem neuen Chor klanglich auszufüllen. Daraufhin ließ der Rat die bestehende Langhausorgel durch den Orgelbauer Leonhard Mertz (Frankfurt) zu einem der größten Orgeln der Zeit ausbauen. Das Instrument hatte über 1.600 Pfeifen; sein Gewicht verursachte Bauschäden und musste bereits im Jahre 1498 abgebaut werden.
Seit dem 16. Jahrhundert standen in St. Lorenz drei Orgeln. Die Lorenzer Hochzeitsordnung von 1590 bestätigt, dass die Instrumente auch gleichzeitig gespielt wurden; Grund dafür war wohl vor allem die schwierige Raumakustik, bedingt durch den porösen, viel Schall schluckenden Nürnberger Sandstein, aus dem die Kirche gebaut wurde. Diese Problematik besteht fort und mündet auch heute noch darin, dass der große Kirchenraum von St. Lorenz durch drei Instrumente beschallt wird. Das heutige Raumklangkonzept beruht auf der Konzeption aus dem Jahre 1937 von Johannes G. Mehl und der Orgelbaufirma Steinmeyer.

## Hauptorgel

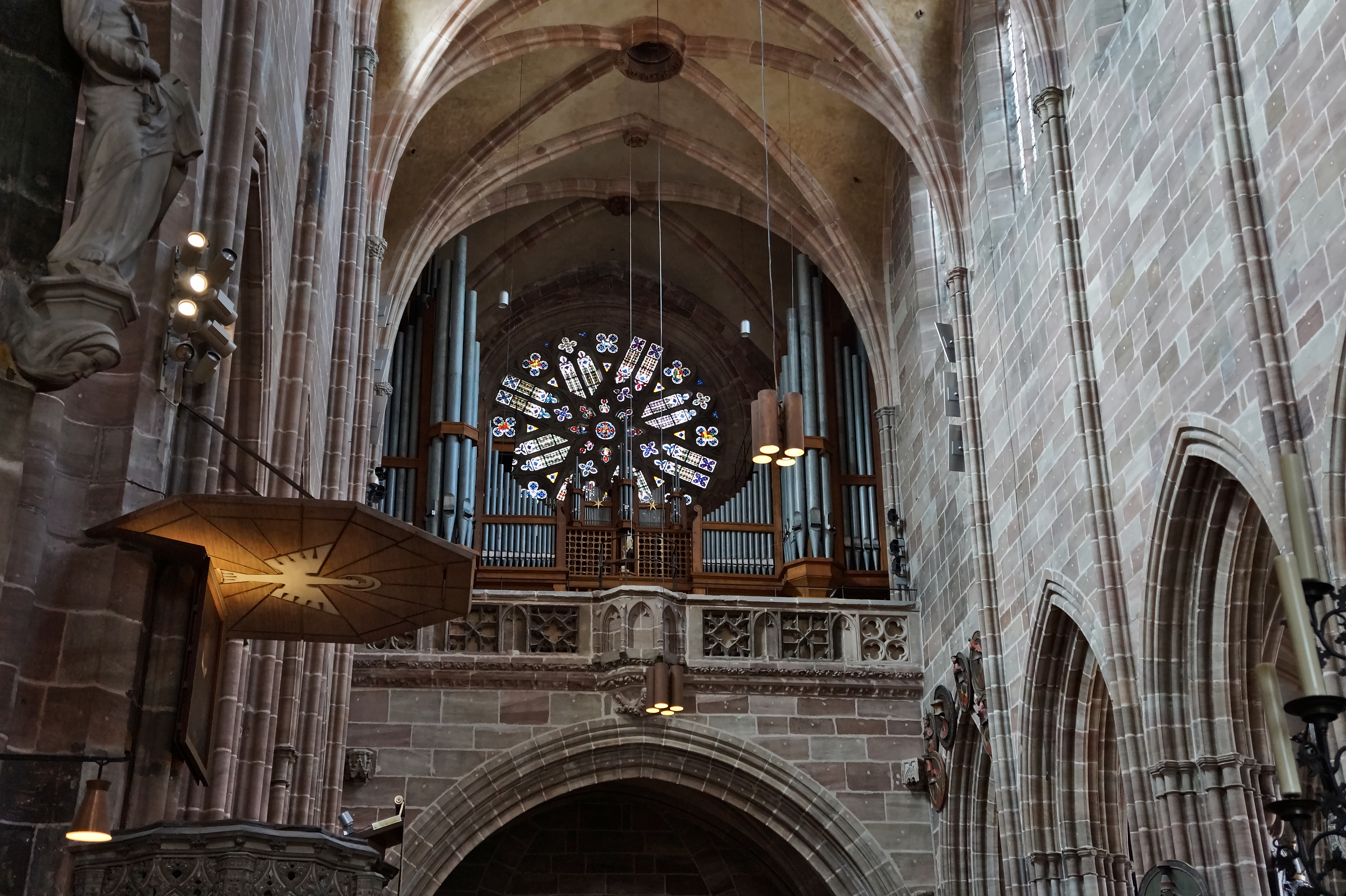
Blick zur Hauptorgel

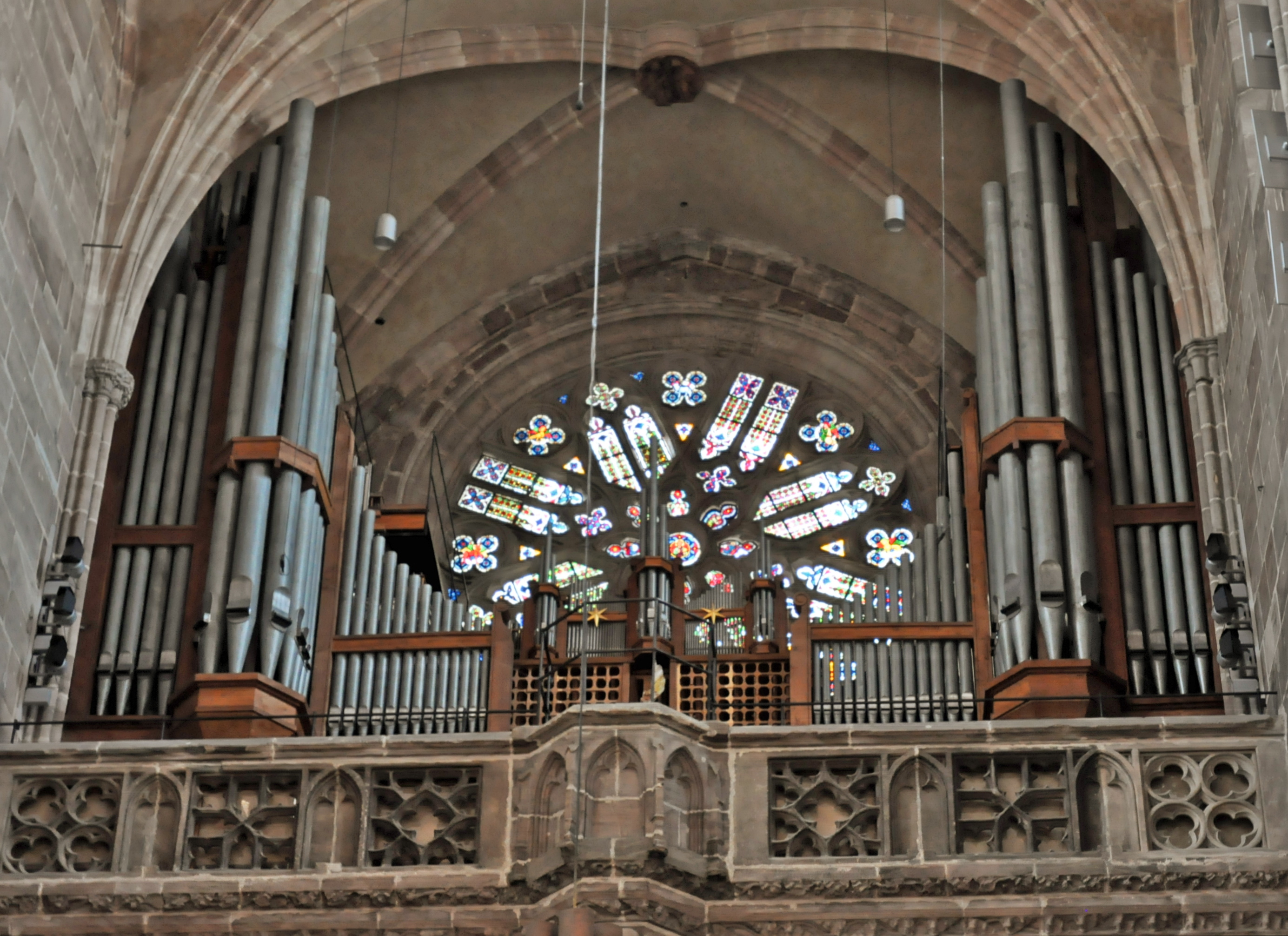
Hauptorgel

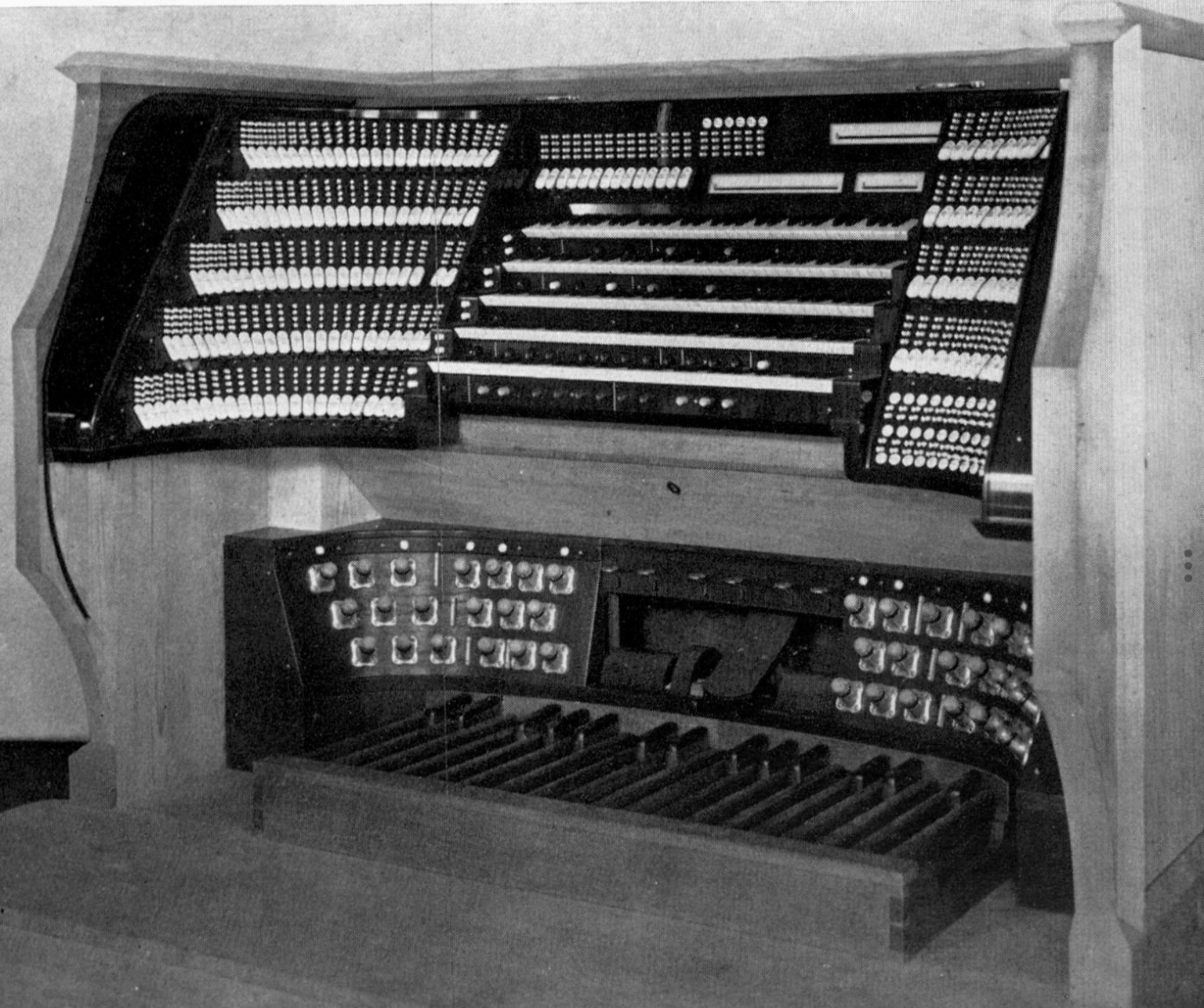
Originaler Spieltisch der Hauptorgel von 1937 (Steinmeyer)

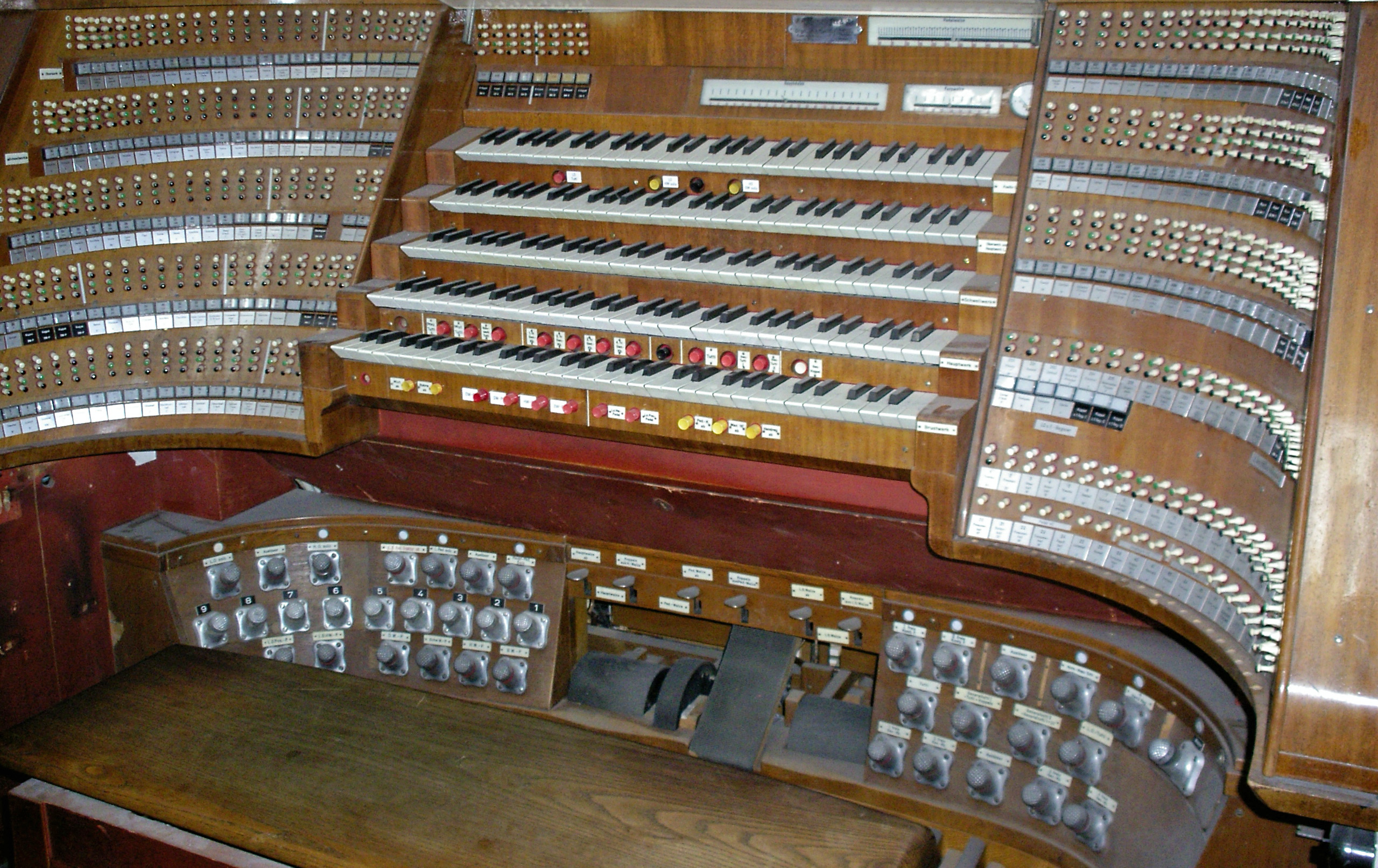
Ehemaliger Zentralspieltisch, umgebaut 1979 mit Setzeranlage

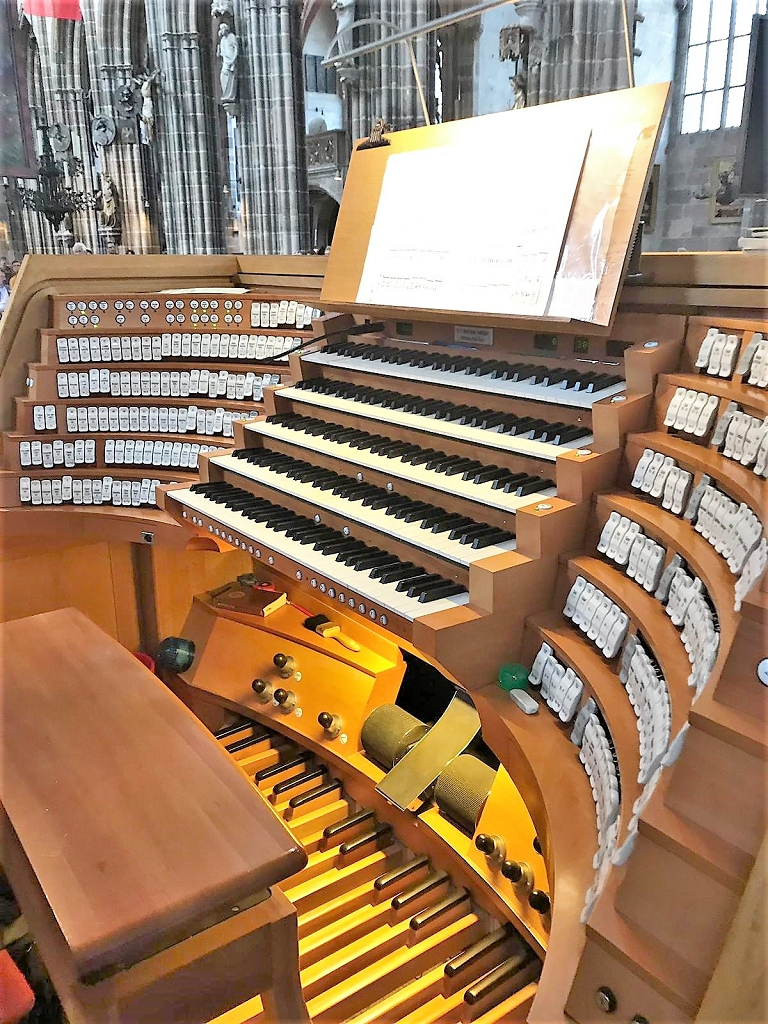
Neuer Zentralspieltisch von 2002 (Klais)

Die Hauptorgel ist das älteste für die Lorenzkirche erbaute Instrument und stammt aus der Werkstatt von G. F. Steinmeyer & Co. aus dem Jahr 1937 und beinhaltet u. a. Pfeifen und Kegelladen der Steinmeyer-Vorgängerorgel von 1879, deren Prospektpfeifen im Ersten Weltkrieg eingeschmolzen worden waren. Ihr äußerer Aufbau wurde nach Kriegsschäden bei der Wiederherstellung 1950 bis 1952 so verändert, dass die Rosette der Westwand vom Kirchenraum aus zu sehen ist. Die Orgel wird durch große Doppelfalten- und Einfaltenmagazinbälge mit Wind versorgt. 1978 rüstete die Firma Siemens den fünfmanualigen Spieltisch „als weltweit erste Orgelanlage“ mit einer mikroprozessorgesteuerten Technik („Registronik“) aus, welche die Programmierung der – zur damaligen Zeit sehr großen – Anzahl von 40 Registerkombinationen ermöglichte.
2002 wurde das Instrument durch Johannes Klais Orgelbau (Bonn) restauriert und 2003 wieder eingeweiht. Soweit möglich wurde das Pfeifenwerk auf das Klangideal von 1937 zurückgeführt; vor allem wurden die zwischenzeitlichen Veränderungen der Intonation rückgängig gemacht bzw. wurde die Intonation auf das Klangbild von 1937 restauriert. Im Zuge der Restaurierung wurde das Instrument um ein Hochdruckwerk erweitert, welches unmittelbar unter der Westrosette, hinter dem Brustwerk untergebracht wurde; der Winddruck des Hochdruckwerks liegt bei 280 mmWS und wird durch ein zusätzliches Hochdruckgebläse mit zusätzlichem Magazinbalg erzeugt. Das Hochdruckwerk wurde in Anlehnung an die Konzeption der Orgel von Steinmeyer im Dom zu Trondheim (Norwegen) disponiert und mensuriert; es enthält 3 Labialregister und 4 Zungenregister. Außerdem wurde auf der Empore ein neuer Spieltisch gebaut, der in Anlehnung an Steinmeyer-Spieltische aus den 1930er Jahren gefertigt und mit moderner Technik (u. a. Lichtschrankenkontakte) ausgestattet wurde. Die Hauptorgel lässt sich – zusammen mit der Stephanus- und der Laurentius-Orgel – zudem von einem Zentralspieltisch aus anspielen, der ebenfalls 2002 durch Orgelbau Klais erbaut wurde; der fünfmanualige Spieltisch wurde ebenfalls nach Steinmeyer’schem Vorbild gefertigt und verfügt über Lichtleiterkabel-Technik. Er ist im Kirchenraum mobil einsetzbar. Der alte fünfmanualige Spieltisch wurde im Orgelzentrum Valley aufgestellt und midifiziert; derzeit kann damit eine virtuelle Kopie der ehemaligen Laurentiusorgel von 1962 (die Orgel selbst wurde nach Marktoberdorf übertragen) angespielt werden.
Das Instrument hat insgesamt 101 klingende Register auf fünf Manualen und Pedal. Es hat elektrische Taschenladen (liegende und stehende), elektrische Kegelladen und eine elektrische Registertraktur. Die Disposition entspricht der einer Universalorgel; das Klangbild ist aber deutlich von der Orgelbewegung geprägt und weist zahlreiche Obertonstimmen und Mixturen mit hoher Chorzahl sowie neobarocke (kurzbechrige) Zungenstimmen auf. Die heutige Disposition stellt sich wie folgt dar:
| I Brustwerk C–c4 |                       |       |
| 01.              | Barem                 | 08′   |
| 02.              | Principal             | 04′   |
| 03.              | Gedacktflöte          | 04′   |
| 04.              | Principal             | 02′   |
| 05.              | Rohrflöte             | 02′   |
| 06.              | Flachflöte            | 01′   |
| 07.              | Grossmixtur XII–XVI 0 | 02′   |
|                  | Mixtur III–IV         | 01⁄2′ |
| 08.              | Helle Cymbel III–IV0  | 01⁄4′ |
| 09.              | Trompetenregal        | 16′   |
| 10.              | Krummhorn             | 08′   |
| 11.              | Klarinette            | 08′   |
|                  | Tremulant             |       |

| II Hauptwerk C–c4 |                    |        |
| 12.               | Praestant          | 16′    |
| 13.               | Quintade           | 16′    |
| 14.               | Octave             | 08′    |
| 15.               | Gambe              | 08′    |
| 16.               | Gedackt            | 08′    |
| 17.               | Rohrflöte          | 08′    |
| 18.               | Quinte             | 5 1⁄3′ |
| 19.               | Superoctave        | 04′    |
| 20.               | Flaut              | 04′    |
| 21.               | Quinte             | 2 ⁄3′  |
| 22.               | Octave             | 02′    |
| 23.               | Spitzflöte         | 02′    |
| 24.               | Octävlein          | 01′    |
| 25.               | Cornet V           | 08′    |
| 26.               | Mixtur VI          | 02′    |
| 27.               | Kleinmixtur III–IV | 02⁄3′  |
| 28.               | Trompete           | 16′    |
| 29.               | Trompete           | 08′    |
| 30.               | Clarine            | 04′    |

| III Schwellwerk C–c4 |                       |        |
| 31.                  | Hohlpfeife            | 16′    |
| 32.                  | Principal             | 08′    |
| 33.                  | Quintviola            | 08′    |
| 34.                  | Aeoline               | 08′    |
| 35.                  | Vox coelestis (ab c0) | 08′    |
| 36.                  | Bordun                | 08′    |
| 37.                  | Holzflöte             | 08′    |
| 38.                  | Octave                | 04′    |
| 39.                  | Russisch Horn         | 04′    |
| 40.                  | Zartgeige             | 04′    |
| 41.                  | Nasat                 | 2 ⁄3′  |
| 42.                  | Koppelflöte           | 02′    |
| 43.                  | Violine               | 02′    |
| 44.                  | Terzflöte             | 1 3⁄5′ |
| 45.                  | Nachthorn             | 01′    |
| 46.                  | Grobmixtur VII–X      | 2 ⁄3′  |
| 47.                  | Klingend Cymbel IV–V  | 01⁄4′  |
| 48.                  | Bombarde              | 16′    |
| 49.                  | Schweizer Trompete    | 08′    |
| 50.                  | Oboe                  | 08′    |
| 52.                  | Schweizer Trompete    | 04′    |
|                      | Tremulant             |        |

| IV Oberwerk C–c4 |                     |        |
| 52.              | Geigend Principal   | 08′    |
| 53.              | Viola da Gamba      | 08′    |
| 54.              | Rohrgedackt         | 08′    |
| 55.              | Gemshorn            | 08′    |
| 56.              | Kupferprincipal     | 04′    |
| 57.              | Blockflöte          | 04′    |
| 58.              | Quintade            | 04′    |
| 59.              | Meerflaut           | 04‘    |
| 60.              | Quinte              | 2 ⁄3′  |
| 61.              | Schweizer Pfeife    | 02′    |
| 62.              | Waldflöte           | 02′    |
| 63.              | Terz                | 1 3⁄5′ |
| 64.              | Superquinte         | 1 ⁄3′  |
| 65.              | Septime             | 1 ⁄7′  |
| 66.              | Jauchzend Pfeife II | 01′    |
| 67.              | Mixtur V–VII        | 1 ⁄3′  |
| 68.              | Scharf IV–VI        | 01⁄2′  |
| 69.              | Rankett             | 16′    |
| 70.              | Helle Trompete      | 08′    |
| 71.              | Vox humana          | 08′    |
| 72.              | Singend Regal       | 04′    |
| 73.              | Vox angelica (B)    | 02′    |
| 73.              | Gambetta (D)        | 02′    |
|                  | Tremulant           |        |

| V Hochdruckwerk C–c4 |                |     |
| 74.                  | Principal      | 08′ |
| 75.                  | Konzertflöte   | 08′ |
| 76.                  | Stentorgambe   | 08′ |
| 77.                  | Tuba magna     | 16′ |
| 78.                  | Tuba mirabilis | 08′ |
| 79.                  | Fanfare        | 08′ |
| 80.                  | Clarine        | 04′ |

| Pedal C–g1 |                         |         |
|            | Tromba                  | 64′     |
|            | Praestant (Ext. Nr. 81) | 32′     |
| 81.        | Octavbass               | 16′     |
| 82.        | Violonbass              | 16′     |
| 83.        | Theorbe                 | 16′     |
| 84.        | Subbass                 | 16′     |
| 85.        | Quintbass               | 10 2⁄3′ |
| 86.        | Superoctavbass          | 08′     |
| 87.        | Cellobass               | 08′     |
| 88.        | Bassflöte               | 08′     |

| (Fortsetzung Pedal) |                            |        |
| 089.                | Quintbass                  | 5 1⁄3′ |
| 090.                | Choralbass                 | 04′    |
| 091.                | Pommerbass                 | 04′    |
| 092.                | Octavbass                  | 02′    |
| 093.                | Nachthornbass              | 02′    |
| 094.                | Sifflötenbass              | 01′    |
| 095.                | Rauschbass V               | 04′    |
| 096.                | Basszink VII               | 02′    |
|                     | Cymbelbass IV–V (= Nr. 47) | 1⁄4′   |

| (Fortsetzung Pedal) |                            |     |
|                     | Posaunenbass (Ext. Nr. 98) | 32′ |
|                     | Sordunbass (Ext. Nr. 69)   | 32′ |
| 98.                 | Posaunenbass               | 16′ |
|                     | Trompetenbass (= Nr. 48)   | 16′ |
| 99.                 | Fagottbass                 | 08′ |
| 100.                | Lurenbass                  | 04′ |
| 101.                | Cornettbass                | 02′ |

- Koppeln:
  - Normalkoppeln: I/II, I/III, I/IV, II/I, III/I, III/II, IV/I, IV/II, IV/III, V/I, V/II, V/III, V/IV, I/P, II/P, III/P, IV/P, V/P
  - Suboktavkoppeln: I/I, II/II, III/III, IV/IV, V/V
  - Superoktavkoppeln: I/I, II/II, III/III, IV/IV, V/V
- Spielhilfen: Setzer mit 5120 Kombinationen, Tutti I – IV, Zungen ab, Walze mit Registerschweller (für Hauptorgel und für Stephanus- und Laurentiusorgel), Werktrenner für alle drei Orgeln.
- Effektregister: Cymbelstern G-Dur, Cymbelstern C-Dur
- Anmerkungen:

1. ↑  Auszug aus Großmixtur (Nr. 7).
2. 1 2  Vox angelica (Bass) und Gambetta (Diskant) ist verteilt auf zwei Registerzüge.
3. ↑  Akustischer Bass, aus 32´+ 21 1⁄3′.

## Laurentiusorgel

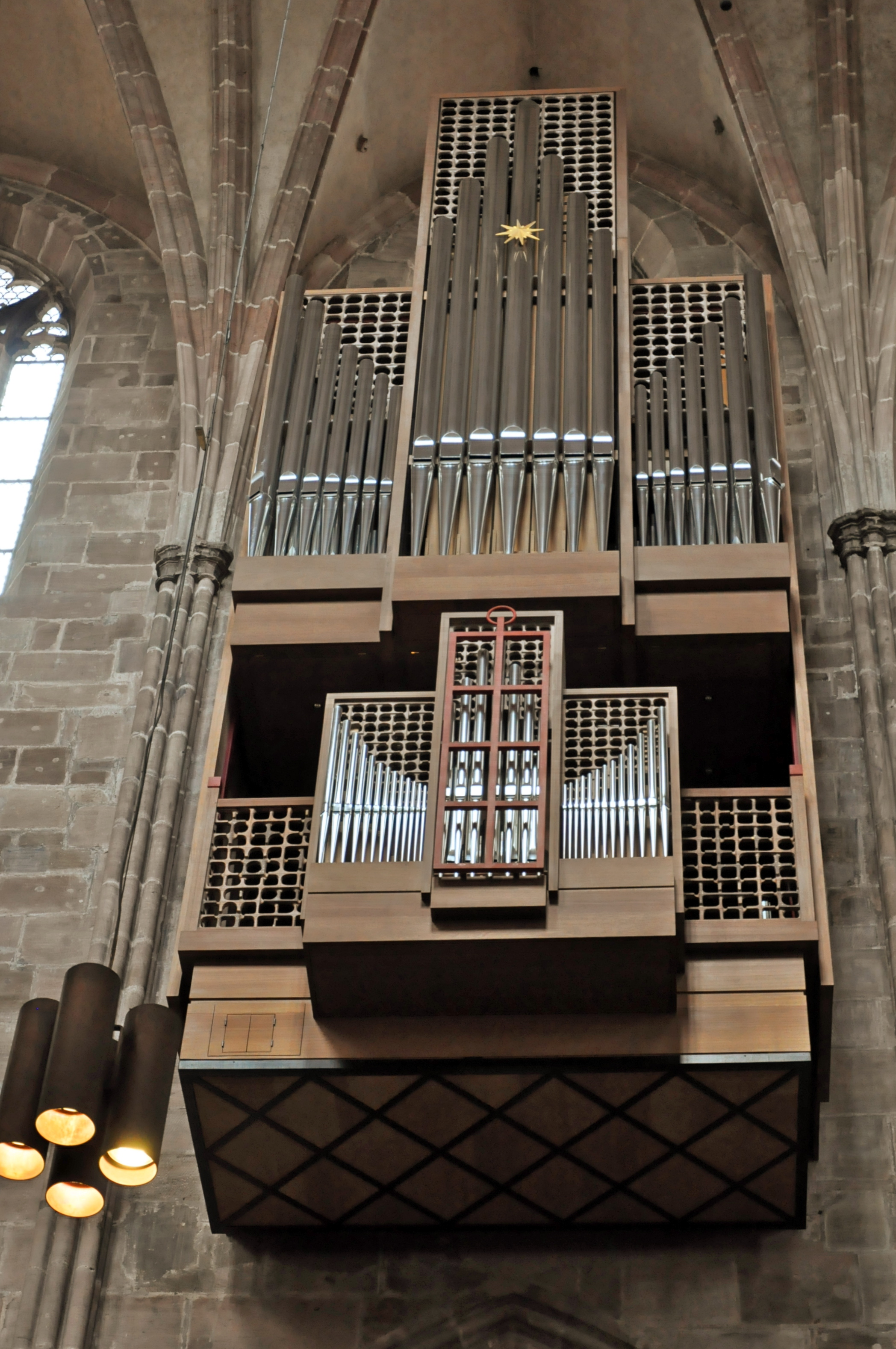
St. Lorenz, Laurentiusorgel

Das jüngste Instrument der Lorenzkirche ist die im Jahre 2005 erbaute Laurentiusorgel an der Obergadenwand an der Nordseite des Langhauses. An diesem Standort befand sich bereits im 12. Jahrhundert eine Orgel. Eine im 15. Jahrhundert dort aufgehängte Orgel war für die damalige Zeit sensationell groß (etwa doppelt so groß wie die jetzige), überforderte aber die Belastbarkeit der Wand. Deshalb wurde sie wieder abgenommen, und die Wand mit Eisenklammern stabilisiert. Um die Klammern zu verdecken, wurden die Totentafeln im Bereich um die Orgel an der Wand angebracht.
Im Krieg ging die 1937 von Steinmeyer gebaute Laurentiusorgel verloren und wurde von dieser Firma 1962 ersetzt, war aber akustisch zu schwach dimensioniert. Der derzeitige Neubau von Klais mit einer für barocke Orgelmusik angelegten Disposition bildet das Bindeglied zwischen der Hauptorgel im Westen und der Stephanusorgel im Osten.
Mit einem Konzert am 13. März 2010 wurde das sogenannte „Hans-Sachs-Spiel“ in der Laurentiusorgel eingeweiht. In einem Kasten im Bodenbereich der Orgel befindet sich eine Holzfigur des Meistersingers Hans Sachs, die auf Knopfdruck des Organisten aus einer sich öffnenden Klappe heraus in Richtung der Kanzel der Kirche blickt. Dabei ertönt ein Zimbelstern. Weiterhin enthält sie ein Glockenspiel mit fast 40 Schalenglocken, sowie ein Nachtigall-Register (eine in Wasser getauchte Pfeife, die ein Vogelzwitschern imitiert). Die alte Laurentiusorgel von Steinmeyer wurde nach St. Magnus in Marktoberdorf umgesetzt.
Die Laurentiusorgel hat 33 Register auf drei Manualen und Pedal; die Registertraktur ist elektrisch, die Tontrakturen sind mechanisch.
| I Rückpositiv C–c4 |               |         |
| 01.                | Gedackt       | 08′     |
| 02.                | Praestant     | 04′     |
| 03.                | Gedacktflöte0 | 04′     |
| 04.                | Nazard        | 02 ⁄3′  |
| 05.                | Flageolett    | 02′     |
| 06.                | Terz          | 01 3⁄5′ |
| 07.                | Mixtur III    | 01′     |
| 08.                | Bärpfeife     | 08′     |
|                    | Tremulant     |         |

| II Hauptwerk C–c4 |               |        |
| 09.               | Grossgedackt0 | 16′    |
| 10.               | Principal     | 08′    |
| 11.               | Viola         | 08′    |
| 12.               | Bordun        | 08′    |
| 13.               | Octave        | 04′    |
| 14.               | Rohrflöte     | 04′    |
| 15.               | Quinte        | 02 ⁄3′ |
| 16.               | Superoctave   | 02′    |
| 17.               | Mixtur V      | 02′    |
| 18.               | Trompete      | 08′    |

| III Oberwerk C–c4 |               |        |
| 19.               | Salicional    | 08′    |
| 20.               | Rohrflöte     | 08′    |
| 21.               | Spitzflöte    | 04′    |
| 22.               | Gemshorn      | 02′    |
| 23.               | Larigot       | 01 ⁄3′ |
| 24.               | Cornet II     | 02 ⁄3′ |
| 25.               | Cromhorn      | 08′    |
|                   | Glockenspiel0 |        |
|                   | Tremulant     |        |

| Pedal C–g1 |              |     |
| 26.        | Principal    | 16′ |
| 27.        | Großgedackt0 | 16′ |
| 28.        | Octave       | 08′ |
| 29.        | Bordun       | 08′ |
| 30.        | Octave       | 04′ |
| 31.        | Posaune      | 16′ |
| 32.        | Trompete     | 08′ |

- Koppeln:
  - Normalkoppeln: I/II, III/II, III/I, I/P, II/P, III/P
  - Superoktavkoppel: III/P
- Spielhilfen: 5120 freie Kombinationen, Cymbelstern, Rossignol

## Stephanusorgel

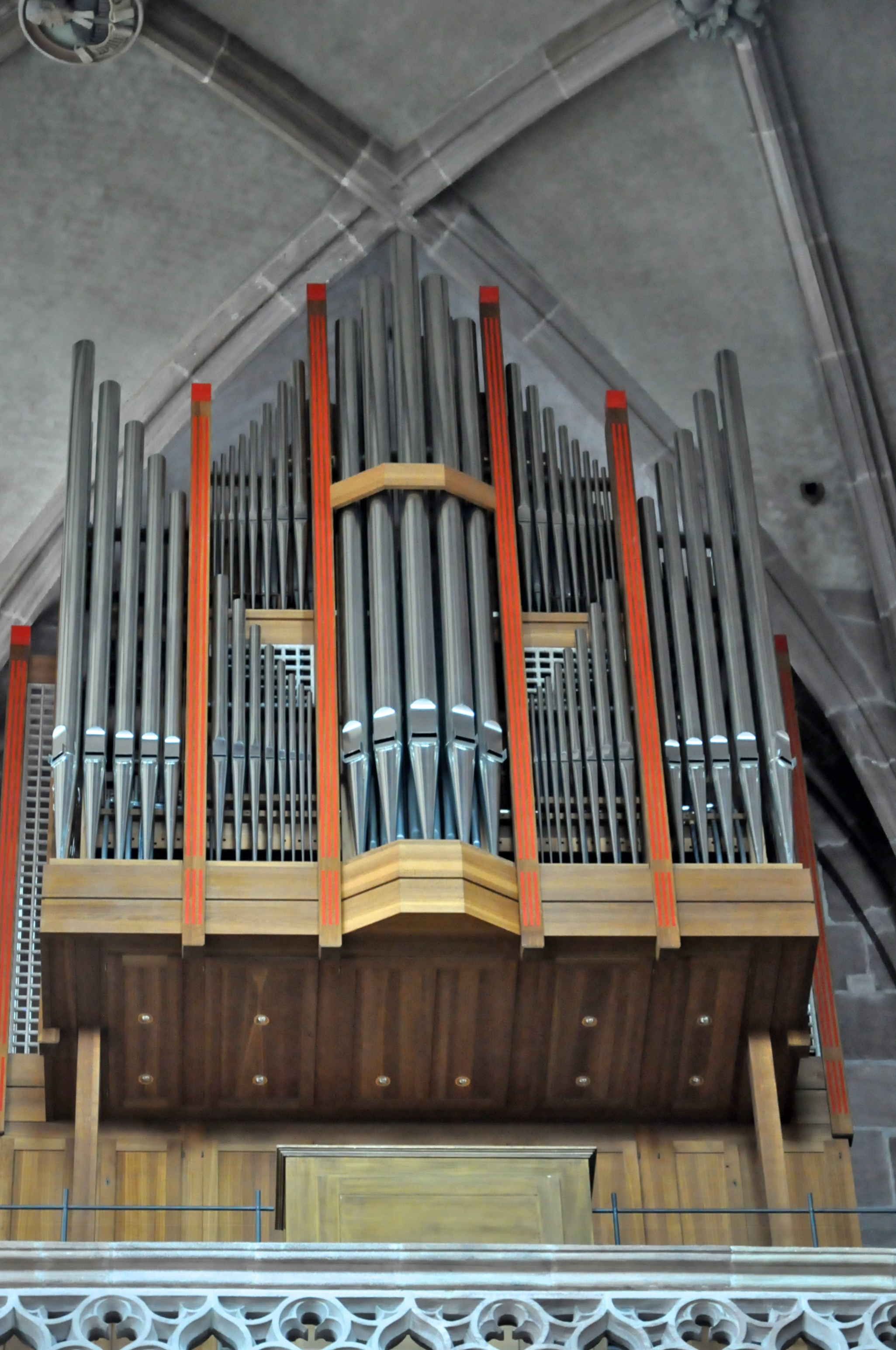
Stephanusorgel

Die große Orgelanlage 1937 von Steinmeyer umfasste auch eine auf vier Klangkörper verteilte Orgel auf dem Umgang im Ostchor, die jedoch wie die damalige Laurentiusorgel durch Kriegseinwirkung vernichtet wurde. Mit der Stephanusorgel ist damit die Idee der Orgeltrias von 1937 wieder verwirklicht worden.
Die Stephanusorgel ist die älteste Orgel in St. Lorenz. Sie wurde 1862 von der Orgelbaufirma Steinmeyer für die Stadtpfarrkirche von Hersbruck erbaut und ist original erhalten, kam aber erst 2002 nach St. Lorenz. Mit 24 Registern ist sie – abgesehen von den in der Kirche auch vorhandenen Positiven von Beckerath und Friedrich – die kleinste Orgel der Kirche. Da sie sich mit ihrer romantisch angelegten Disposition gut für Literatur von romantischen Komponisten eignet, ist sie eines der Schmuckstücke von St. Lorenz. Ein seltenes Register ist die Phisharmonika, die wie ein Harmonium klingt. Das Instrument hat mechanische Kegelladen.
| I Hauptwerk C–f3 |            |     |
| 01.              | Bourdon    | 16′ |
| 02.              | Principal  | 08′ |
| 03.              | Gamba      | 08′ |
| 04.              | Salicional | 08′ |
| 05.              | Tibia      | 08′ |
| 06.              | Gedeckt    | 08′ |
| 07.              | Octave     | 04′ |
| 08.              | Gemshorn0  | 04′ |
| 09.              | Flöte      | 04′ |
| 10.              | Octave     | 02′ |
| 11.              | Mixtur IV  | 02′ |

| II Nebenwerk C–f3 |                      |     |
| 12.               | Geigenprincipal      | 08′ |
| 13.               | Dolce                | 08′ |
| 14.               | Gedeckt              | 08′ |
| 15.               | Fugara               | 04′ |
| 16.               | Traversflöte         | 04′ |
| 17.               | Flautino             | 02′ |
| 18.               | Fagott & Clarinette0 | 08′ |
| 19.               | Phisharmonika        | 08′ |

| Pedal C–d1 |           |     |
| 20.        | Violon    | 16′ |
| 21.        | Subbaß    | 16′ |
| 22.        | Octavbaß0 | 08′ |
| 23.        | Cello     | 08′ |
| 24.        | Posaune   | 16′ |

- Koppeln: II/I, I/P, II/P
- Spielhilfen: Schwellerzug und Tritt für die Phisharmonika.
- Cymbelstern (Melodie „Alles ist an Gottes Segen“).

## Organisten an der Kirche St. Lorenz
- 1962–1995: Hermann Harrassowitz (1930–2022)
- Seit 1996: Matthias Ank (* 1959)